# Константино, Томмазо
Томма́зо Константи́но (итал. Tommaso Costantino, 23 июня 1885, Тунис — 28 февраля 1950, Бриндизи, Апулия) — итальянский фехтовальщик, шпажист и рапирист. Двукратный олимпийский чемпион 1920 года.

## Биография
Томмазо Константино родился 23 июня 1885 года в тунисском городе Тунис.
В 1920 году вошёл в состав сборной Италии на летних Олимпийских играх в Антверпене. Выступал в трёх дисциплинах фехтовальной программы. 
В индивидуальном турнире шпажистов занял 2-е место в четвертьфинальной группе, выиграв у Феликса Вигевено из Нидерландов, Эдгара Селигмана из США, Антонина Микалы из Чехословакии и Леона Шонмейкера из США. В полуфинальной группе, из которой в финал выходили трое лучших, поделил 4-5-е места, выиграв два из пяти поединков.
В командном турнире шпажистов сборная Италии, за которую также выступали Альдо Нади, Недо Нади, Абелардо Оливье, Оресте Пулити, Пьетро Спецьяле, Родольфо Терлицци и Бальдо Бальди, завоевала золотую медаль. В полуфинальной группе итальянцы заняли 1-е место, победив фехтовальщиков Великобритании (9:7), Бельгии (9:7), Дании (12:4) и Чехословакии. В финальной группе сборная Италии выиграла у Франции (9:7), Великобритании (16:0), Дании (12:4) и США (13:3).
В командном турнире рапиристов сборная Италии, за которую также выступали Недо Нади, Альдо Нади, Абелардо Оливье, Дино Урбани, Паоло Иньяцио Мария Таон ди Ревель, Туллио Боцца, Джованни Канова, Андреа Маррацци и Антонио Аллоккьо, завоевала золотую медаль. В полуфинальной группе итальянцы поделили 2-3-е места, выиграли у фехтовальщиков Бельгии (8:4), Нидерландов (7:6), Дании (10:5), сыграли вничью со Швецией (6:6) и уступили Португалии (7:8). В финальной группе сборная Италии победила сборные Швейцарии (8:7), Португалии (12:3), Франции (9:7), Бельгии (10:6) и США (1:0).
По профессии был врачом-офтальмологом. Переехал в Тунис, где руководил итальянской больницей, а также продолжал заниматься фехтованием и в 1921 году выиграл местный титул.
Был награждён золотой медалью Национального олимпийского комитета Италии.
Умер 28 февраля 1950 года в итальянском городе Бриндизи.